# Розгерметизація
Розгерметизація — втрата герметичності корпусу або будь-якої системи технічного пристрою. Розгерметизація може бути штатною (під час проведення технічних робіт) та аварійною — непередбаченою внаслідок технічного дефекту, внутрішнього або зовнішнього впливу. Аварійна розгерметизація може бути дуже небезпечна, бо при цьому значно порушується функція системи. Насамперед, аварійна розгерметизація кабіни літака або космічного апарата може призвести до загибелі екіпажу та пасажирів.

## Причини аварійної розгерметизації
Аварійну розгерметизацію можуть викликати внутрішні і зовнішні фактори.
Внутрішні фактори:
- виробничі дефекти, при яких герметичні деталі не можуть витримувати експлуатаційних навантажень.
- «людський фактор» — будь-які дії екіпажу та пасажирів, що навмисно або випадково порушили герметичність системи. Сюди ж треба зарахувати й стрілянину у салоні літака.

Зовнішні фактори:
- позаштатна ситуацію, під час якої навантаження на систему виявляються вищими ніж розрахункові. Наприклад — перевищення пілотом дозволеного для літального апарата рівня перевантажень.
- пробивання герметичного елементу будь-яким предметом. Сюди ж слід зарахувати й розгерметизацію під час пошкодження ракетно-гарматним вогнем — розповсюджена причина смерті екіпажів бомбардувальників середини XX сторіччя.

## Деякі трагічні події внаслідок розгерметизації
- 30 червня 1971 року внаслідок випадкового спрацювання вентиляційного клапану розгерметизувався спускний апарат космічного корабля Союз-11. Загинули троє членів екіпажу.
- 14 серпня 2005 року у літаку Боїнг-737 кіпрської авіакомпанії сталася поступова розгерметизація салону. Внаслідок втрати кисню люди перебували у розрідженій атмосфері, коли людина може дихати, але не отримує достатньо кисню, щоб бути при свідомості. Такий стан пілотів призвів некерованості літака. У результаті зіткнення літака з горою на північ від Афін загинули усі 115 пасажирів, а також 6 членів екіпажу, які знаходилися на борту.[1]